# Чемпіонат України з футболу серед жінок 1998: вища ліга
Чемпіонат України з футболу 1998 року серед жінок: вища ліга — 7-й чемпіонат України з футболу, який проводився серед жіночих колективів. Турнір стартував 24 квітня, а завершився 8 липня 1998 року. Чемпіоном України вчетверте за останні п'ять років стала «Донеччанка».

## Учасники
У чемпіонаті в 1998 році брали участь 4 команди. З учасників минулого сезону чемпіонат позбувся команди чинного чемпіона київської «Аліни» та команди «Сталь» з Макіївки. Єдиним новачком чемпіонату стала львівська «Львів'янка».
| Клуб           | Місто     |
| -------------- | --------- |
| Графіт         | Запоріжжя |
| Донеччанка     | Донецьк   |
| Легенда-Чексіл | Чернігів  |
| Львів'янка     | Львів     |

## Турнірна таблиця
|   | Донеччанка (Донецьк)      | ~            | +:- 2:1 2:0 | 7:0 3:0 8:0 | +:- 6:0 +:- | 18 | 16 | 1 | 1  | 61 — 5  | 49 |
|   | Легенда-Чексіл (Чернігів) | 0:0 1:3 1:2  | ~           | +:- 0:0 1:1 | +:- 7:0 9:0 | 18 | 10 | 3 | 5  | 43 — 12 | 33 |
|   | Графіт (Запоріжжя)        | 1:2 0:6 0:4  | 0:2 1:2 0:1 | ~           | +:- 3:0 +:- | 18 | 5  | 2 | 11 | 16 — 36 | 17 |
| 4 | Львів'янка (Львів)        | 1:5 0:11 +:- | 1:3 0:8 0:7 | 0:3 0:7 +:- | ~           | 18 | 2  | 0 | 16 | 2 — 69  | 6  |